# Kvävning
| Kvävning |
| --- |
| - Betydelse – hindrande av någons andning - Resultat – syrebrist, i förlängningen döden - Överförd betydelse – hindrande av annan process - Relaterade ord – strypning, drunkning |

Kvävning är ett hindrande av någons andning, vilket kan leda till döden. Ordet används även i överförd betydelse, om situationer där man hindrar eller undertrycker en process; man kan kväva en eld, ett uppror eller en gäspning. Försvårande av andning kan vara del av ett våldsutövande mot någon.
En form av kvävning är storkna vid sväljning (se luftvägsstopp), vilket kräver omedelbar första hjälpen.

## Funktion och orsak
Kvävning innebär att hjärnan inte får tillräckligt mycket syre. Syrebrist i hjärnan leder fort till medvetslöshet och döden. Kortare perioder av syrebrist i hjärnan kan ge hjärnskador. Ett tillstånd där kroppens vävnader har syrebrist kallas hypoxi.
Kvävning kan orsakas av fysiskt hinder för luften att komma ned i lungorna, som vid klämning eller skador på bröstkorgen, hårt knuten slips eller astma, av att inandningsluften har för låg syrehalt eller innehåller gifter som förhindrar syretransport såsom kolmonoxid. 
Asfyxi (asphyxia neonatorum) kallas syrebrist som uppstår i samband med födseln. Detta behandlas främst genom nedkylning av barnet (måttlig hypotermi (33–34 grader) under 72 timmar. Detta skall påbörjas inom sex timmar efter födseln och reducerar risken för död och hjärnskada med handikapp. Nedkylning är obehagligt och kan skapa stress (frysningar, skakningar, ökad hjärtfrekvens). Därför ges barnen morfininfusion.    

## Våld
Kvävning är en våldshandling och ett sätt att döda någon. Det kan utföras genom yttre tryck mot luftstrupen (strypning eller hängning) eller genom att täcka för de yttre andningsvägarna (mun och näsa). Nedsänkning under vatten (dränkning) är en liknande handling, där andningen förhindras och där döden kan inträda när personen fått in vatten i lungorna. Drunkning är en olyckshändelse som leder till döden genom nedsänkning under vatten.  
Försvårande av tal eller andning förekommer som sexuellt upphetsande praktik (ofta som maktutövning) inom våldsam pornografi och BDSM. Det syns bland annat som munkavle eller disciplinboll, dominerande fellatio eller nypgrepp om näsan.  

## Etymologi och överförd betydelse
Ordet kvävning finns i svensk skrift sedan 1640. Verbet kväva finns belagt sedan äldre fornsvensk tid; det är besläktat med grekiskans baptein (se även baptist) med betydelsen 'doppa ner' eller 'dyka'.
Ordet används även i överförd betydelse, om situationer där man hindrar eller undertrycker en process; man kan kväva en eld, ett uppror eller en gäspning.